# 顾炳鑫
顾炳鑫（1923年—2001年5月3日），笔名顾艺莘、甘草等，男，上海宝山人，中国画家，曾任中国美术家协会理事。